# NGC 2420
NGC 2420 je velmi stará otevřená hvězdokupa v souhvězdí Blíženců. Od Země je vzdálená asi 8 100 světelných let. Objevil ji William Herschel 19. listopadu 1783. Stáří této hvězdokupy se odhaduje až na 2 miliardy let.

## Pozorování

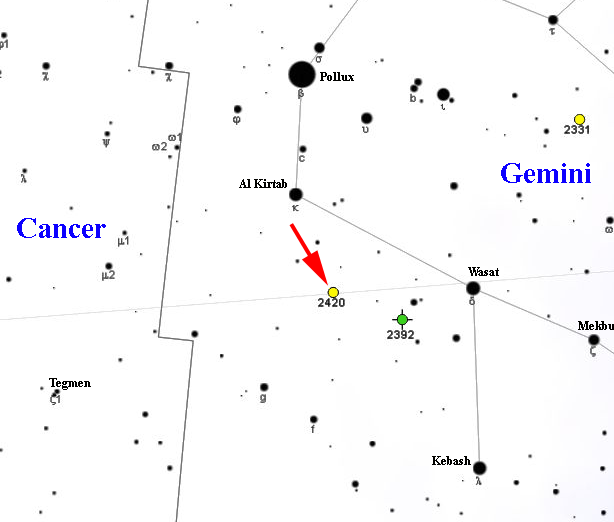
Poloha NGC 2420 v souhvězdí Blíženců

Hvězdokupa se dá na obloze najít i malým dalekohledem 4° východně od hvězdy Wasat (δ Geminorum), ale v malém dalekohledu vypadá pouze jako mlhavá skvrna. Středně velký hvězdářský dalekohled ukáže několik desítek jejích nejjasnějších členů, jejichž hvězdná velikost je 11 a výše. Tato hvězdokupa je ovšem bohatá na slabé hvězdy, takže se vyplatí použít ještě větší dalekohledy.

## Vlastnosti
Hvězdokupa má celkem asi tisícovku členů, které spolu vydržely 2 miliardy let nejspíše díky tomu, že hvězdokupa leží vysoko nad rovinou galaktického disku. Ještě starší otevřenou hvězdokupou je ovšem Messier 67, jejíž stáří je asi 4 miliardy let.